# زولفو أديجوزالوف
زولفو أديجوزالوف (بالأذرية: Zülfü Adıgözəlov) - مطرب أذربيجاني وفنان مقام، معلق وداعية للأغاني الكلاسيكية والشعبية، فنان مستحق لجمهورية أذربيجان الاشتراكية السوفيتية عام (1943).

## حياته
ولد زولفو أديجوزالوف 1898 بقرية قارادولاق لشوشا في عام 1898.
انتقل إلى باكو في عام 1927، واستغرق الامتحان أمامهم عزير حاجبايوف، مسلم ماقوماييف، قوربان بيريموف للعمل في «بيت الدفاع» (حاليا فيلهارموني أكاديمى لدولة أذربيجان). في نقس الوقت، بدأ عمله في لجنة البث الإذاعي. توفي زولفو أديجوزالوف في 1963 في باكو.
- هو والد الملحن واسيف أديقوزالوف
- جد الملحن يالجين أديجوزالوف

## نشاته
زولفو أديجوزالوف هو عازف منفرد لفيلهارموني أكاديمى لدولة أذربيجان)منذ عام 1936.
أصبح موغام راست هو رقمه تحفة ذو الفقار أديجيسالوف. 
كان أيضًا مؤديًا للأغاني الشعبية الأذربيجانية «النبي»، «كياكليك»، «ديديم بير بوشهي فير»، " العروس الصفراء"، غنى قبيلة «من غدير زنجيلان».
تم الاحتفاظ بصوت زولفو أديجوزالوف في أفلام «استوديو أذربيجان السينمائي»: «الفلاحون»، «سابوهي»، «الناس من باكو».

## روابط خارجية
- زولفو أديجوزالوف على موقع IMDb (الإنجليزية)